# شوقا
مين يونقي (الكورية: 민윤기) وُلد في 9 مارس 1993 في دايغو في كوريا الجنوبية، معروف باسمه الفني شوقا وAgust D وهو مُغني راب وكاتب أغاني ومنتج كوري جنوبي. وفي عام 2013، تم ترسيمه كعضو ضمن الفرقة الغنائية الكورية الجنوبية بي تي أس تحت شركة بيغ هيت إنترتينمنت. أصدر أول ألبوم ميكستايب له في 16 أغسطس 2016 بعنوان أوقست دي. أسندت له جميعة حقوق التأليف والنشر الموسيقي في كوريا أكثر من 100 أغنية ككاتب أغاني ومُنتج، بما في ذلك أغنية سوران «واين»، التي احتلت المركز الثاني في مخطط غاون للموسيقى وفازت بجائزة أفضل مسار بفئة سول/آر أن بي في عام 2017 بحفل جوائز ميلون الموسيقي. وفي عام 2020، أصدر الميكستايب المُنفرد الثاني دي-تو.

## حياته ومسيرته

### 1993–2010: حياته المُبكرة
ولد مين يونقي في 9 مارس بعام 1993 في دايغو، كوريا الجنوبية. هو الابن الأصغر لعائلة مُكونة من ولدين، التحق بمدرسة تايجوان الابتدائية ومن ثم مدرسة جوانيم الاعدادية، ومدرسة أبجوجيونج الثانوية. أصبح مُهتمًا بالراب بعد سماعه أغنية "Reggae Muffin" لفرقة ستوني سكانك مُوضحًا بأنها كانت مختلفة عن أي شيء كان قد سمعه من قبل. وقد اتخذ قراره في أن يصبح مغني راب بعد أن استمع لفرقة إيبك هاي.
في سن الـ 13 عامًا، بدأ بكتابة كلمات الأغاني وتعلم أكثر عن ميدي. في سن الـ17 عمل في وظيفة بدوام جزئي ومُنذ ذلك الحين، بدأ يونقي في تأليف وترتيب الموسيقى والراب وتأديته. قبل تسجيله أي عقد مع أي وكالة كان فنانًا نشطًا تحت لقب Gloss باعتباره أندرقراوند رابر. كعضو من طاقم هيب هوب D-Town في عام 2010 أنتج أغنية "062-518" احياءً لذكرى انتفاضة غوانغجو.

### 2013–حتى الآن: بي تي أس
انضم شوقا إلى الشركة بصفته مُنتجًا مُوسيقيًا، وقد تدرب تحت رعاية شركة بيغ هيت إنترتينمنت لمدة ثلاث سنوات إلى جانب عضوي الفرقة الآخرين جايهوب وآر إم. ظهر لأول مرة كعضو مع بي تي أس ببرنامج إم كاونت داون في قناة إمنت مع أغنية "No More Dreams" من ألبومهم الأول 2 كول 4 سكول. ومن حينها شارك شوقا في إنتاج وكتابة كلمات لمجموعة كبيرة من الأغاني في جميع ألبومات بي تي أس.
من أجل ألبوم بي تي أس المطول الثالث باللغة الكورية «أجمل لحظة في الحياة: الجزء الأول»، أصدر شوقا مقدمة فردية تحت عنوان «المُقدمة: أجمل لحظة في الحياة». كما كانت كلمات أغنية الراب نفسها تتكلم حول المخاوف من بلوغ سن الرشد في نهاية سنوات المراهقة. تم إصدار الأغنية في تاريخ 17 أبريل من عام 2015، وتضمنت فيديو مُوسيقي مُتحرك. تبع هذا الألبوم جزءًا ثانيًا له عنوانه «أجمل لحظة في الحياة: الجزء الثاني» قدم فيه يونقي مُقدمة تحت عنون "Never Mind" تحدث فيها أيضًا عن سن مُراهقته على وجه التحديد. تم إصدار الأغنية في تاريخ 15 نوفمبر عام 2015، وقدمت أيضًا كمقدمة لألبوم بي تي أس لعام 2016 التجميعي «أجمل لحظة في الحياة: صغار للأبد». لم يُقدم شوقا أي مقدمة ألبوم أو أغنية تمهيدية أخرى لبي تي أس حتى عام 2020، حيث أصدر«إنترلود: شادو» كجزء من الألبوم «ماب أوف ذا سول: 7». والأغنية عبارة عن راب ومُرتبطة بمُقدمة أغنية "Intro: O!RUL8,2?" من عام 2013 التي تحمل نفس الاسم وتُناقش شهرة بانقتان ومقارنة واقعها مع الشهرة التي حلمت بها. تم إصدار الأغنية في تاريخ 10 يناير إلى جانب فيديو موسيقي يناقش صراعات الشهرة. وصفتها تمار هيرمان من مجلة بيلبورد بأنها «مسار مُثير للعواطف لكنه جامح في نفس الوقت» وأشارت أيضًا إلى الكيفية التي يتغير بها الإيقاع في مُنتصف الأغنية ليُظهر «هذا الانقسام المزدوج بالعلاقة بين كيفية تأثير الشهرة والجمهور الذين يشاهدوه على فكرته بشأن الذات».
بالإضافة إلى تقديمه افتتاحيات ألبومات بي تي أس أصدر شوقا مسارين فرديين تحت أسم الفرقة. الأول هو «فيرست لوف»، ظهر في ألبوم وينقز عام 2016، هي أغنية راب وسيرة ذاتية تتحدث حول مونولوج «مناجاة وحيدة أو فردية». وفي الألبوم التجميعي لعام 2018 «لوف يور سيلف: أنسر»، أصدر شوقا أغنية جديدة تحت اسم "Trivia: Seasaw"، والتي ناقشت طبيعة الوقوع في الحُب. في نفس العام، مُنح شوقا وسام الاستحقاق الثقافي من الدرجة الخامسة كعضو في بي تي أس من قبل رئيس كوريا الجنوبية مع أعضاء فرقته.

### 2016–حتى الآن: النشاط المُنفرد
أصدر شوقا ميكستايب مجاني عبر ساوند كلاود في 15 أغسطس عام 2016. كما قرر عدم إطلاق المشروع كألبوم تجاري، واصفًا إياه بأنه «الشعور كما أنك مُحاصر في مكان ما». في التسجيل، ناقش مسائل عديدة مثل صراعاته مع الاكتئاب والرهاب الاجتماعي. صنفته فيوز كواحد من أفضل 20 ميكستايب في عام 2016. في عام 2017، ألف شوقا أغنية "Wine" للمغنية سوران، الذي كان قد عمل معها سابقًا على أغنية في الميكستايب الخاص به. في أستوديو شوقا، المغنية سوران قامت بسماع مسود أغنية تقريبية من أغنية "Wine" وقد قامت بطلب أغنية من شوقا. وقد حققت الرقم القياسي لاحتلالها المركز الـ2 في مخطط غاون الرقمي وفازت بـأفضل مسار R&B لهذا العام في حفل ميلون الموسيقي في 2 ديسمبر عام 2017. كما تلقى شوقا جائزة "Hot Trend" لعمله على هذه الأغنية. قام شوقا بإعادة إصدار الميكستايب الخاص به للشراء والاستماع الرقمي في شهر فبراير عام 2018. وصلت إعادة الإصدار إلى المركز الـ3 في مخطط بيلبورد للألبومات عالميًا، والمركز الـ5 في مخطط ألبومات توب هيتسيكيرز، والمركز الـ74 في بيلبورد 200 كأعلى الألبومات مبيعًا. كما تسبب في بلوغ اسم يونقي المستعار والمنفرد Agust D إلى المركز الـ46 في مُخطط بيلبورد تويتر ريل تايم لأسبوع مارس 3.
في عام 2019، قدم يونقي تعاون جديد في أغنية "Song Request" للمغنية الكورية لي سورا، كما تم إصدارها في تاريخ 22 يناير. وقد كتب المقطع شوقا وتابلو من إيبك هاي، اللذان أنتجا المسار معًا. ظهرت الأغنية لأول مرة في المركز الـ3 في مخطط غاون الرقمي في كوريا الجنوبية وفي المركز الـ2 في مخططات بيلبورد للأغاني الرقمية مع أكثر من 3000 عملية تنزيل تم إجراؤها في الولايات المتحدة خلال أسبوع رسُمت الأغنية لمدة يومان في المُخطط الأسبوعي الأمريكي. في تاريخ 27 فبراير، كما أعلن يونقي أنه قام بإنتاج مسار لألبوم مطول لإبيك هاي تحت عنوان «إتيرنل سنشاين». تم الكشف لاحقًا عن أن شوقا أنتج الأغنية الرقمية "We Don't Talk Together" للمغنية هيزي، أنتج مين يونقي الأغنية بجانب المغنية هيزي ككاتبة مُشاركة في كتابة الكلمات وEl Captxin وهيزي كمؤلفين مُشاركين.
في ديسمبر عام 2019، أصدرت المغنية الأمريكية وكاتبة الأغاني هالزي أغنية "Suga's Interlude" من ألبومها الثالث مانك، والذي شارك فيها يونقي كرابر ومُنتج.
في 6 مايو 2020، أصدرت المغنية آي يو أغنية رقمية تحت عنوان "إيت التي أنتجها وشارك فيها يونقي بمقطع راب. ترسمت الأغنية بالمركز الأول في مخطط غاون الرقمي ومخطط بيلبورد للأغاني الرقمية عالميًا.
أصدر شوقا الميكستايب الثاني الخاص به تحت عنوان «دي تو» وهو مكمل للميكستايب الأول Agust D، مع الفيديو الموسيقي للأغنية الرئيسية لألبومه تحت عنوان "Daechwita" في تاريخ 22 مايو عام 2020. ترسم الميكستايب في مُخطط بيلبورد 200 في المركز الـ11 ليصبح أعلى الألبومات تصنيفًا من قبل مُغني كوري مُنفرد في الولايات المتحدة. وكان أيضًا أول إصدار فردي كوري يصل إلى المراكز العشرة الأولى في المملكة المتحدة بحلوله في المركز السابع كبداية.
في ال11 من فبراير لعام 2022 تم إصدار أغنية «ستاي ألايف» والتي قام شوقا بإنتاجها في المشاركة في كتابها وقام بغنائها رفيقه في فريق بي تي اس «جونغكوك». والاغنية هي من الموسيقى التصويرية لويبتون بعنوان 7FATES: CHAKHO.

## الاسم

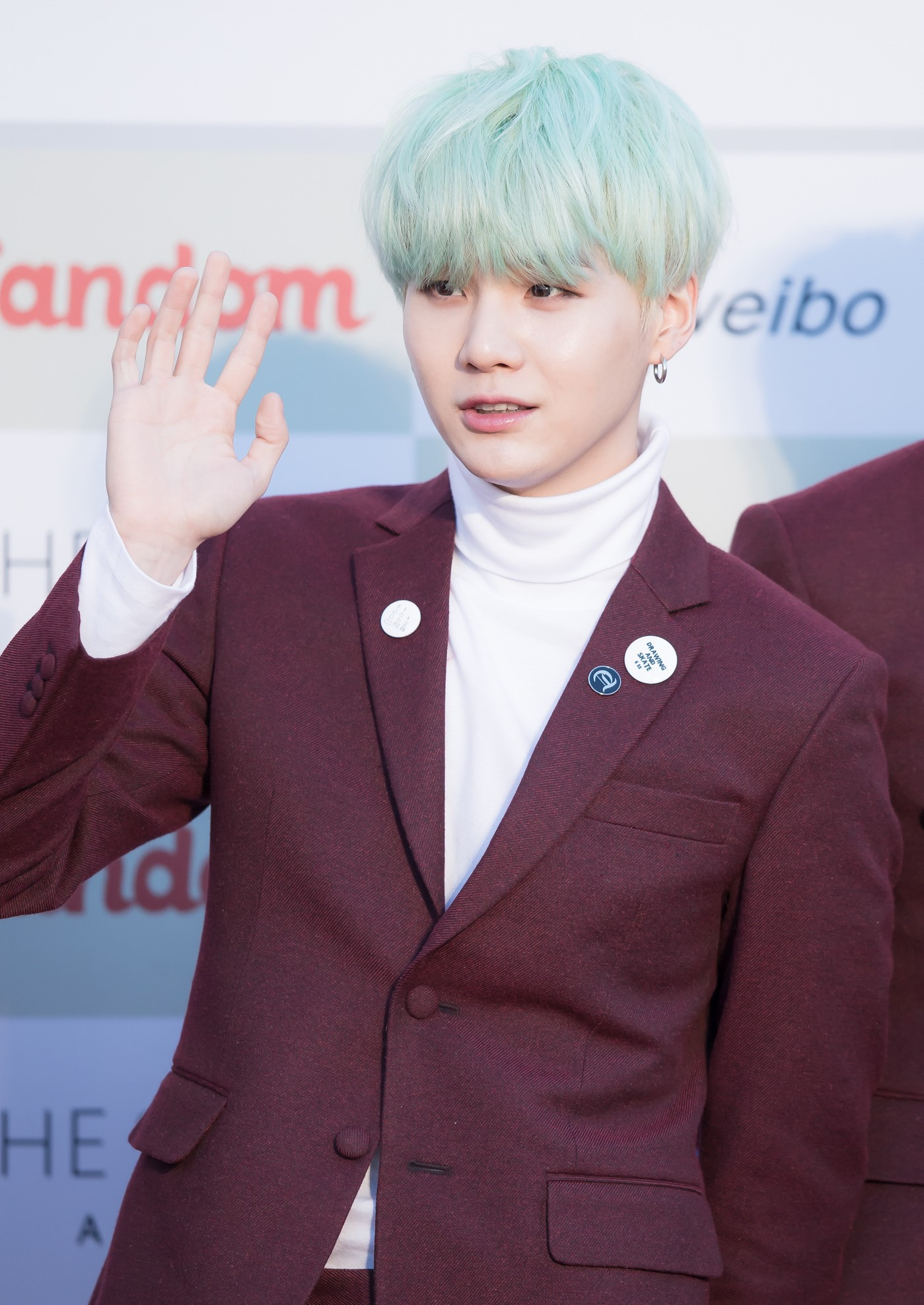
شوقا في جوائز مخطط غاون الموسيقي في 17 فبراير 2016.

الاسم الفني هو شوقا (الكورية: 슈가) مُشتق من المقطع الأول لمصطلح مسدد الكرات (الكورية: 슈팅 가드)، وهو المركز الذي كان يشغله خلال لعبه لكرة السلة في المدرسة. وقد تم اختيار اسم المستعار "AGUST D" في عام 2016 من أجل أول ميكستايب له والذي كان مشتق من الأحرف الأولى DT الاختصار لمكان ولادته «مدينة دايغو» أما AGUS فهو اسم شوقا مكتوب بالعكس.

## قدراته الفنية
شوقا مسؤول عن عمليات الكتابة والتأليف والتوزيع والدمج والماسترنغ. ولديه أكثر من 70 أغنية مُسجلة في جمعية حقوق التأليف والنشر الموسيقي في كوريا تحت أسم شوقا. وهو عازف بيانو كما ينتج موسيقى الهيوب هوب وموسيقى الآر أند بي. دائمًا ما تتضمن كلماته مواضيع مُهمة «مليئة بالأحلام والأمل» تم تنفيذها وكتابتها بنية أن تصبح موسيقاه «قوة للكثير من الناس». مثله الأعلى في الموسيقى هم إيبك هاي وستوني سكونك واتخذهم كمصدر إلهام له لمواصلة عمله في موسيقى الهيب هوب. وعلى وجه التحديد ألبوم الريغي والهيب هوب " Ragga Muffin" الذي صدر عام 2005 وأغنية ألبومهم الرئيسية التي أشعلت اهتمامه بهذا النوع.
قال جيف بينجامين من فيوز عن ميكستايب يونقي «أنه قدم أغنية تُظهر للمُستمعين جودة إنتاج ممتازة يصحبها أسلوب راب أصيل مع مُلاحظة طريقته في تحويل مكامن ضعفه لنقاط قوة له». كما صرح ناقدون آخرون بأن «القصص التي يرويها في أغانيه تكسر حاجز الرقابة والحقيقة».
في شهر يناير 2018، تم ترقية شوقا كي يصبح عضو رسمي في جمعية النشر والطبع الموسيقي في كوريا الجنوبية.

## مكانته وتأثيره
في استطلاع أجرته شركة غالوب الكورية احتل شوقا المرتبة الثالثة عشرة في قائمة الآيدول المُفضلين من قِبل العامة لعام 2017. وفي استطلاعات 2018 احتل المرتبة السابعة واحتل المرتبة التاسعة في 2019.

## حياته الشخصية
بدأ العيش في هانام-دونق، سول، كوريا الجنوبية مُنذ عام 2019. وفي عام 2018، اشترى شقة فاخرة بقيمة 3 ملايين دولار في كوريا الجنوبية لكنه لا يزال يعيش في هانام-دونق.
في عام 2014، وعد بشراء لحم لمُعجبيه إذا نجح كفنان موسيقيّ. بعد أربع سنوات، في يوم ميلاده الخامس والعشرين، تبرع بلحم بقر لـ39 دارًا للأيتام باسم «الآرمي» اسم قاعدة معجبين بي تي أس. وفي عيد ميلاده السادس والعشرين، تبرع بمبلغ 100,000,000 وون بما يُعادل 88,000 ألف دولار لمؤسسة سرطان الأطفال الكورية إلى جانب 329 دمية لشخصية شوكي.
تحدث يونقي علنًا عن الصحة العقلية والمساواة لمجتمع المثليين.

## جوائز وترشيحات
| اسم الحفل                   | السنة | الفئة          | المرشحين             | النتيجة | المصدر |
| --------------------------- | ----- | -------------- | -------------------- | ------- | ------ |
| حفل ميلون الموسيقي          | 2017  | جائرة هوت ترند | سوران وشوقا          | فوز     | [ 59 ] |
| جوائز إمنت الآسيوي الموسيقي | 2019  | أفضل تعاون     | أغنية "Song Request" | فوز     | [ 60 ] |

## ديسكوغرافيا

### ميكستايب

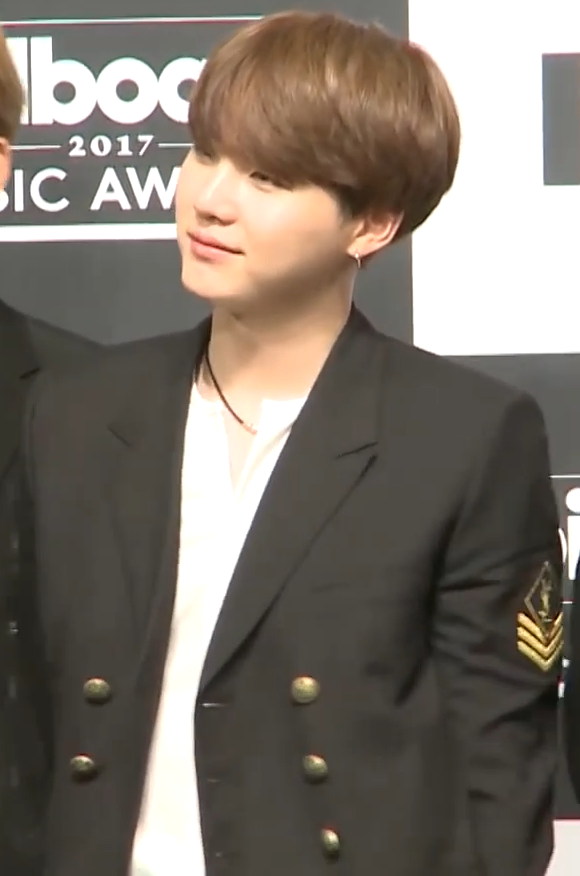
شوقا في مؤتمر صحفي في سول بعد جوائز بيلبورد الموسيقية 2017 في 29 مايو 2017.

| الاسم                                                                              | معلومات الألبوم                                                          | مركزه في المُخطط | مركزه في المُخطط | مركزه في المُخطط | مركزه في المُخطط | مركزه في المُخطط | مركزه في المُخطط | مركزه في المُخطط | مركزه في المُخطط | مركزه في المُخطط | المبيعات                          |
| الاسم                                                                              | معلومات الألبوم                                                          | أستراليا        | كندا            | فنلندا          | ايرلندا         | اليابان         | النرويج         | نيوزيلاندا      | المملكة المتحدة | أمريكا          | المبيعات                          |
| ---------------------------------------------------------------------------------- | ------------------------------------------------------------------------ | --------------- | --------------- | --------------- | --------------- | --------------- | --------------- | --------------- | --------------- | --------------- | --------------------------------- |
| Agust D                                                                            | - تاريخ الإصدار: 15 أغسطس 2016 - المُنتج: بيغ هيت - النوع: تحميل رقمي، بث | —               | —               | —               | —               | 77              | —               | —               | —               | —               |                                   |
| D-2                                                                                | - تاريخ الإصدار: 22 مايو 2020 - المُنتج: بيغ هيت - النوع: تحميل رقمي، بث  | 2               | 12              | 4               | 10              | 7               | 7               | 10              | 7               | 11              | - اليابان: 3,344 - أمريكا: 14,000 |
| "—" تُشير هذه العلامة إلى الأغاني التي لم يتم إصدارها أو لم يتم اختيارها في المُخطط. |                                                                          |                 |                 |                 |                 |                 |                 |                 |                 |                 |                                   |

### أغاني مُخططة
| الاسم                                                                        | السنة | أفضل مركز في المُخططات | أفضل مركز في المُخططات | أفضل مركز في المُخططات | أفضل مركز في المُخططات | أفضل مركز في المُخططات | أفضل مركز في المُخططات | أفضل مركز في المُخططات | أفضل مركز في المُخططات | أفضل مركز في المُخططات | المبيعات         | الألبوم                          |
| الاسم                                                                        | السنة | كوريا                 | كوريا                 | المجر                 | نيوزيلاندا هوت        | اسكتلندا              | المملكة المتحدة       | المملكة المتحدة داون. | أمريكا                | أمريكا                | المبيعات         | الألبوم                          |
| الاسم                                                                        | السنة | غاون                  | هوت 100               | المجر                 | نيوزيلاندا هوت        | اسكتلندا              | المملكة المتحدة       | المملكة المتحدة داون. | هوت 100               | بيلبورد               | المبيعات         | الألبوم                          |
| ---------------------------------------------------------------------------- | ----- | --------------------- | --------------------- | --------------------- | --------------------- | --------------------- | --------------------- | --------------------- | --------------------- | --------------------- | ---------------- | -------------------------------- |
| "Intro: The Most Beautiful Moment in Life"                                   | 2015  | 110                   | —                     | —                     | —                     | —                     | —                     | —                     | —                     | —                     | - كوريا: 22,056  | أجمل لحظة في الحياة: الجزء الأول |
| "Give It To Me"                                                              | 2016  | —                     | —                     | —                     | —                     | —                     | —                     | —                     | —                     | 4                     |                  | أوقست دي                         |
| "The Last"                                                                   | 2016  | —                     | —                     | —                     | —                     | —                     | —                     | —                     | —                     | 24                    |                  | أوقست دي                         |
| "So Far Away" (بالتعاون مع سوران)                                            | 2016  | —                     | —                     | —                     | —                     | —                     | —                     | —                     | —                     | 19                    |                  | أوقست دي                         |
| "Tony Montana" (بالتعاون مع يانكي)                                           | 2016  | —                     | —                     | —                     | —                     | —                     | —                     | —                     | —                     | 22                    |                  | أوقست دي                         |
| "First Love"                                                                 | 2016  | 32                    | —                     | —                     | —                     | —                     | —                     | —                     | —                     | 17                    | - كوريا: 103,240 | وينقز                            |
| "Trivia: Seesaw"                                                             | 2018  | 39                    | 6                     | 9                     | 15                    | 59                    | —                     | 58                    | —                     | 5                     | - أمريكا: 11,000 | لوف يور سيلف: أنسر               |
| "Interlude: Shadow"                                                          | 2020  | 48                    | 31                    | 19                    | —                     | 54                    | —                     | 59                    | —                     | 11                    |                  | ماب أوف ذا سول: 7                |
| "Moonlight"                                                                  | 2020  | —                     | —                     | 19                    | 34                    | —                     | —                     | —                     | —                     | 5                     |                  | دي-2                             |
| "Daechwita"                                                                  | 2020  | —                     | —                     | 2                     | 6                     | 8                     | 68                    | 6                     | 76                    | 1                     | - أمريكا: 17,000 | دي-2                             |
| "What Do You Think?"                                                         | 2020  | —                     | —                     | 13                    | 30                    | —                     | —                     | —                     | —                     | 4                     |                  | دي-2                             |
| "Strange" (بالتعاون مع آر إم)                                                | 2020  | —                     | —                     | 26                    | —                     | —                     | —                     | —                     | —                     | 2                     | - أمريكا: 7,600  | دي-2                             |
| "28" (بالتعاون مع نهياو)                                                     | 2020  | —                     | —                     | —                     | —                     | —                     | —                     | —                     | —                     | 7                     |                  | دي-2                             |
| "Burn It" (بالتعاون مع ماكس شنايدر)                                          | 2020  | —                     | —                     | 11                    | —                     | —                     | —                     | —                     | —                     | 3                     |                  | دي-2                             |
| "People"                                                                     | 2020  | —                     | —                     | 24                    | 32                    | —                     | —                     | —                     | —                     | 6                     |                  | دي-2                             |
| "Honsool"                                                                    | 2020  | —                     | —                     | 22                    | —                     | —                     | —                     | —                     | —                     | 10                    |                  | دي-2                             |
| "Interlude : Set Me Free"                                                    | 2020  | —                     | —                     | 23                    | —                     | —                     | —                     | —                     | —                     | 9                     |                  | دي-2                             |
| "Dear My Friend" (بالتعاون مع فرقة نيل)                                      | 2020  | —                     | —                     | 25                    | —                     | —                     | —                     | —                     | —                     | 8                     |                  | دي-2                             |
| كفنان رئيسي                                                                  |       |                       |                       |                       |                       |                       |                       |                       |                       |                       |                  |                                  |
| "Song Request"(تعاونت فرقة نيل مع شوقا)                                      | 2019  | 3                     | 9                     | 37                    | —                     | —                     | —                     | —                     | —                     | 2                     | - أمريكا: 3,000  | لم يتم إصدار ألبوم               |
| "استراحة شوقا" (تعاون هالزي مع شوقا)                                         | 2019  | 194                   | —                     | 9                     | 18                    | 61                    | —                     | 34                    | —                     | —                     | - أمريكا: 9,100  | مانك                             |
| "أيت" (تعاونت آي يو مع شوقا)                                                 | 2020  | 1                     | —                     | 12                    | 14                    | 44                    | —                     | 42                    | —                     | 1                     | - أمريكا: 7,000  | لم يتم إصدار ألبوم               |
| "—" تُشير إلى الإصدارات التي لم تدخل المُخطط أو لم يتم إصدارها في تلك المنطقة. |       |                       |                       |                       |                       |                       |                       |                       |                       |                       |                  |                                  |

### أغاني أخرى
| السنة | الاسم               | الشكل          | مُلاحظات          | المصدر |
| ----- | ------------------- | -------------- | ---------------- | ------ |
| 2012  | "All I Do Is Win"   | تحميل رقمي، بث | غير متوفر        | [ 92 ] |
| 2013  | "Dream Money"       | تحميل رقمي، بث | غير متوفر        | [ 93 ] |
| 2013  | "Adult Child"       | تحميل رقمي، بث | مع آر إم وجين    | [ 94 ] |
| 2013  | "It Doesn't Matter" | تحميل رقمي، بث | غير متوفر        | [ 95 ] |
| 2018  | "Ddaeng"            | تحميل رقمي، بث | مع آر إم وجايهوب | [ 96 ] |

### إنتاج
| السنة | الاسم                    | الفنان                      | الألبوم            | المصدر |
| ----- | ------------------------ | --------------------------- | ------------------ | ------ |
| 2010  | "518-062"                | دي-تاون                     | لم يتم إصدار ألبوم | [ 97 ] |
| 2017  | "Wine"                   | سوران (بالتعاون مع تشانغمو) | واكينق             | [ 24 ] |
| 2019  | "Eternal Sunshine"       | إيبك هاي                    | بلا نوم            | [ 34 ] |
| 2019  | "We Don't Talk Together" | هيزي (بالتعاون مع جيريبوي)  | لم يتم إصدار ألبوم | [ 98 ] |
| 2020  | "Eight"                  | آي يو (بالتعاون مع شوقا)    | لم يتم إصدار ألبوم | [ 37 ] |

## فيلموغرافيا

### فيديوهات موسيقية
| السنة | الاسم           | المُدة | المُخرج (ين)              | مُلاحظة           | المصدر  |
| ----- | --------------- | ----- | ------------------------ | ---------------- | ------- |
| 2016  | "Agust D"       | 3:06  | سانج ووك كيم (OUI)       | تحت اسم أوقست دي | [ 99 ]  |
| 2016  | "Give It to Me" | 2:34  | سانج ووك كيم (OUI)       | تحت اسم أوقست دي | [ 100 ] |
| 2020  | "Daechwita"     | 4:29  | يونغ سيوك تشوي (لومبينز) | تحت اسم أوقست دي | [ 101 ] |

### أفلام قصيرة
| السنة | الاسم                                      | المُدة | المُخرج (ين)              | مُلاحظة       | مصدر            |
| ----- | ------------------------------------------ | ----- | ------------------------ | ------------ | --------------- |
| 2015  | "Intro: The Most Beautiful Moment in Life" | 2:12  | GDW                      | فيديو مُنعش   | [ 102 ]         |
| 2016  | "First Love #4"                            | 2:57  | يونغ سيوك تشوي (لومبينز) | لا يُوجد      | [ 103 ] [ 104 ] |
| 2020  | "Interlude : Shadow"                       | 2:59  | أوي كيم                  | إعلان العودة | [ 105 ] [ 106 ] |

## مُلاحظات
1. ↑  تم منح المسار لأغنية "Wine" لكنها مُنحت للمغنية سوران وشوقا كمغني ومنتج "على التوالي" في هذه الاغنية.[59]
2. ↑  لم يدخل ميكستايب "AGUST D" مُخطط بيلبورد 200 ولكن قد بلغ المركز الخامس في مُخطط ألبومات "Heatseekers" والمركز الثالث في مُخطط الالبومات العالمي.[29]
3. 1 2 3 4  على الرغم من أن جميع هذه المسارات كانت تحت اسم بي تي أس، ولكن تم أداء الأغنية بواسطة شوقا.[83]
4. ↑  أغنية "Trivia: Seesaw" لم تدخل إلى مُخطط بيلبورد هوت 100، ولكن بلغت  المرتبة 22 في مُخطط ببلنغ تحت الهوت 100 الأغاني المنفردة.[86]

## روابط خارجية
- شوقا على موقع IMDb (الإنجليزية)
- شوقا على موقع ميوزك برينز (الإنجليزية)
- شوقا على موقع ميوزك برينز (الإنجليزية)
- شوقا على موقع ميوزك برينز (الإنجليزية)
- شوقا على موقع أول موفي (الإنجليزية)
- شوقا على موقع أول ميوزيك (الإنجليزية)
- شوقا على موقع أول ميوزيك (الإنجليزية)
- شوقا على موقع ديسكوغز (الإنجليزية)
- شوقا على موقع ديسكوغز (الإنجليزية)
- شوقا على موقع قاعدة بيانات الفيلم (الإنجليزية)